# Abdelkader Bouazghi
Abdelkader Bouazghi , né le 18 mars 1957 à Khemis Miliana (Algérie), est un homme politique algérien, plusieurs fois wali et ancien ministre.

## Biographie
Abdelkader Bouazghi est un homme politique et haut fonctionnaire algérien né le 18 mars 1957 à Khemis Miliana. Diplômé de l’École nationale d’administration (ENA), il a occupé plusieurs postes de wali (préfet) dans différentes wilayas comme Bordj Bou Arréridj, Khenchela, Batna, Tizi Ouzou et Blida .
Par la suite, il a été nommé ministre de l’Agriculture, du Développement rural et de la Pêche dans les gouvernements d’Abdelmadjid Tebboune puis Ahmed Ouyahia, sous la présidence d’Abdelaziz Bouteflika. À ce poste, il a piloté des projets majeurs pour renforcer l’autosuffisance alimentaire : modernisation des infrastructures, développement de l’irrigation sur de grandes superficies, promotion de la filière pomme de terre pour réduire les importations, et lancement de zones d’aquaculture, notamment avec le programme Aquapêche.
En juin 2018, il a inauguré, à Constantine, un important silo agricole résultant d’un projet de la POWERCHINA pour améliorer les capacités de stockage des céréales en Algérie 
En mai 2019, au plus fort du Hirak (mouvement de contestation en Algérie), il a été renvoyé devant la Cour suprême pour corruption présumée. Il a été acquitté et blanchi dans son affaire devant la justice en 2023.

## Fonctions
Ses principales fonctions occupées sont :
1. Wali de Bordj Bou Arreridj : (1995-).
2. Wali de Khenchela : (2001-2005).
3. Wali de Batna : (-2010).
4. Wali de Tizi Ouzou : (2010-2015).
5. Wali de Blida : (2015-2017).
6. Ministre de l’Agriculture, du Développement rural et de la Pêche : (25 mai 2017 - 1er avril 2019).

## Itinéraire
| N° | Fonction                   | Début             | Fin               |
| -- | -------------------------- | ----------------- | ----------------- |
| 01 | Wali de Bordj Bou Arreridj | 11 juillet 1995   |                   |
| 02 | Wali de Khenchela          | 4 août 2001       | 11 août 2005      |
| 03 | Wali de Batna              |                   | 30 septembre 2010 |
| 04 | Wali de Tizi Ouzou         | 30 septembre 2010 | 22 juillet 2015   |
| 05 | Wali de Blida              | 22 juillet 2015   | 25 mai 2017       |